# 西夏博物馆 (银川)
西夏博物馆，国家二级博物馆，位于宁夏回族自治区银川市西夏区西夏王陵内。
1998年9月23日开馆，是一座以西夏及西夏王陵历史为主题的历史博物馆。
2019年6月12日，建设三年的新馆建成，并于次日面向公众开放，博物馆总建筑面积达9000平方米。博物馆展览内容分为西夏史、西夏文化、西夏宗教艺术、西夏社会经济、西夏陵、保护与传承等六个部分。
- 开放时间：8:20 - 18:30，17:30停止入场
- 门票：需购买西夏王陵门票方可进入